# Joaquín Acosta
Joaquim Acosta (Guaduas, 1800 — 1852) foi um militar, explorador e geógrafo colombiano, que após prestar serviço sob as ordens de Bolívar na Guerra da Independência, explorou as regiões setentrionais da América do Sul, recolhendo material para a sua história dos primeiros estabelecimentos espanhóis.
A obra, publicada em Paris, em 1848, tornou-se famosa pelo mapa que continha.